# Johann Rudolf Zwinger (médecin)
Pour les articles homonymes, voir Johann Rudolf Zwinger et Zwinger (homonymie).
Johann Rudolf Zwinger, médecin suisse, fils de Theodor Zwinger III et neveu de Johann Rudolf Zwinger, naît à Bâle le 3 mai 1692 et meurt le 31 août 1777.

## Biographie
À l'âge de quinze ans, il reçoit le grade de maître ès arts dans la faculté des lettres. Il étudie ensuite la médecine et, guidé par son père, fait des progrès rapides. En 1709, il se rend à Strasbourg pour y suivre des cours d'anatomie, et, de retour dans sa ville natale, il y prend le doctorat.
Le marquis de Bade-Dourlach lui confère, en 1720, le titre de médecin de Rothelin.
L'année suivante, il passe de la chaire de logique à celle d'anatomie et de botanique, et en 1724, il remplace son père dans celle de médecine théorique et pratique, qu'il occupe pendant 53 ans. Le plus illustre de ses élèves est probablement Albert de Haller, qui lui a rendu hommage dans plusieurs de ses ouvrages.
Membre, sous le nom d'Avicenne, de l'académie des Curieux de la nature (c'est le premier nom de la Leopoldina), il est l'un des fondateurs de la Société médico-physique helvétique.
Zwinger meurt le 31 août 1777, âgé de 85 ans, après 65 ans d'enseignement, ayant peu senti le poids du grand âge.

## Œuvres
Outre des observations médicales, dans les Actes de l'académie des Curieux de la nature et ceux de la Société helvétique, on a de lui : 
- (la) De usu et functionibus cerebri humani, indeque dependente inclinationum atque ingeniorum diversitate, 1710 (OCLC 604554822) — Dissertation inaugurale.
- (la) Ars cogitandi erotematica cum præludio philosophiæ, Bâle, 1715, in-8
- (la) Paradoxum logicum : quod omnis homo bene ratiocinetur, Bâle, 1718, in-8
- (la) Specimen institutionum medicinæ secundum moderna principia mechanica[3]
- (la) De divinitate medicinæ [La divinité de la médecine] — « Dissertation pour la place vacante de médecine botanico-anatomique, soutenue le 21 octobre 1721. »
- Magni Hippocratis Coi Opuscula aphoristica…, Bâle, 1748[4] — Trois livres en un :
  - (grc + la) Magni Hippocratis Coi opuscula aphoristica gr[æce] et lat[ine] ex interpretat[ione] Anuti Foesii aliorumque, in usum sacræ gentis Asclepiadeæ exarata
  - (grc + la) Hippocratis De diebus judicatoriis, cum interpretatione Anuti Foesii, Mediomatrici — « Anuti Foesii Mediomatrici » : [traduction d']Anuce Foës, de Metz.De diebus judicatoriis : [Sur] Les jours critiques (notion importante de la médecine hippocratique).
  - (la) Speculum Hippocraticum Notas et præsagia morborum
    - (la) Speculum Hippocraticum notas et præsagia morborum nec non varia medendi præcepta ex magni Hippocratis Coi monumentis, Florence, 1760 — Préceptes et prédictions d'Hippocrate, classés suivant l'ordre des maladies.